# Синай, Яков Григорьевич
Я́ков Григо́рьевич Сина́й (род. 21 сентября 1935, Москва, СССР) — советский и американский математик, работающий в области теории динамических систем, эргодической теории и математической физики, действительный член Российской академии наук (7 декабря 1991), лауреат Абелевской премии (2014).

## Биография
Я. Г. Синай родился в семье с богатыми научными традициями. Его родителями были исследователи в области медицины, а дедом был В. Ф. Каган — один из первых математиков России, работавших в области неевклидовой и дифференциальной геометрии. Отец — подполковник медицинской службы, доктор медицинских наук Григорий Яковлевич Синай (1902—1952), заведующий кафедрой микробиологии 3-го Московского медицинского института, с 1945 года профессор кафедры микробиологии и вирусологии 2-го МГМИ, редактор фундаментального руководства «Микробиологические методы исследования при инфекционных заболеваниях» (1940, 1949), автор монографий «Туляремия» (1940) и «Краткое руководство по борьбе с чумой» (1941). Мать — Надежда Вениаминовна Каган (1900—1938), старший научный сотрудник в Институте экспериментальной медицины им. М. Горького; занималась разработкой козьей вакцины против весенне-летнего энцефалита, вместе с лаборанткой Н. Я. Уткиной погибла в результате заражения препаратом вируса энцефалита, свойства которого изучала. Брат — механик Г. И. Баренблатт.
Обучался на механико-математическом факультете МГУ, который окончил в 1957 году. В 1956 году женился на своей сокурснице Елене Бенционовне Вул, дочери известного физика Бенциона Моисеевича Вула.
Ученик А. Н. Колмогорова. Кандидат наук (1960), доктор наук (1964). C 1960 года работал в МГУ, с 1971 года — профессор. Также работал старшим (1962), а затем главным (1986) научным сотрудником Института теоретической физики им. Л. Д. Ландау. С 1993 года — профессор Принстонского университета.
Среди его учеников наиболее известен Г. А. Маргулис.
С 1983 года — почётный иностранный член Американской академии искусств и наук. Иностранный член Национальной академии наук США (1999). В 2009 году избран в иностранные члены Лондонского королевского общества. С 2012 года является действительным членом Американского математического общества.

## Научные интересы
Основные работы лежат в области как математики, так и математической физики, особенно в тесном переплетении теории вероятностей, теории динамических систем, эргодической теории и других математических проблем статистической физики. В числе первых нашёл возможность вычислять энтропию для широкого класса динамических систем (т. н. «энтропия Колмогорова — Синая»). Большое значение имеют его работы по геодезическим потокам на поверхностях отрицательной кривизны, где он доказал, что сдвиги вдоль траекторий геодезического потока порождают случайные процессы, обладающие наиболее сильными из возможных свойств стохастичности и, среди прочего, удовлетворяющие центральной предельной теореме теории вероятностей. Большой цикл работ посвящён теории рассеивающих биллиардов — «биллиардов Синая». Хорошо известны работы Я. Г. Синая в области теории фазовых переходов, квантового хаоса, динамических свойств уравнения Бюргерса, одномерной динамики.

## Награды и премии

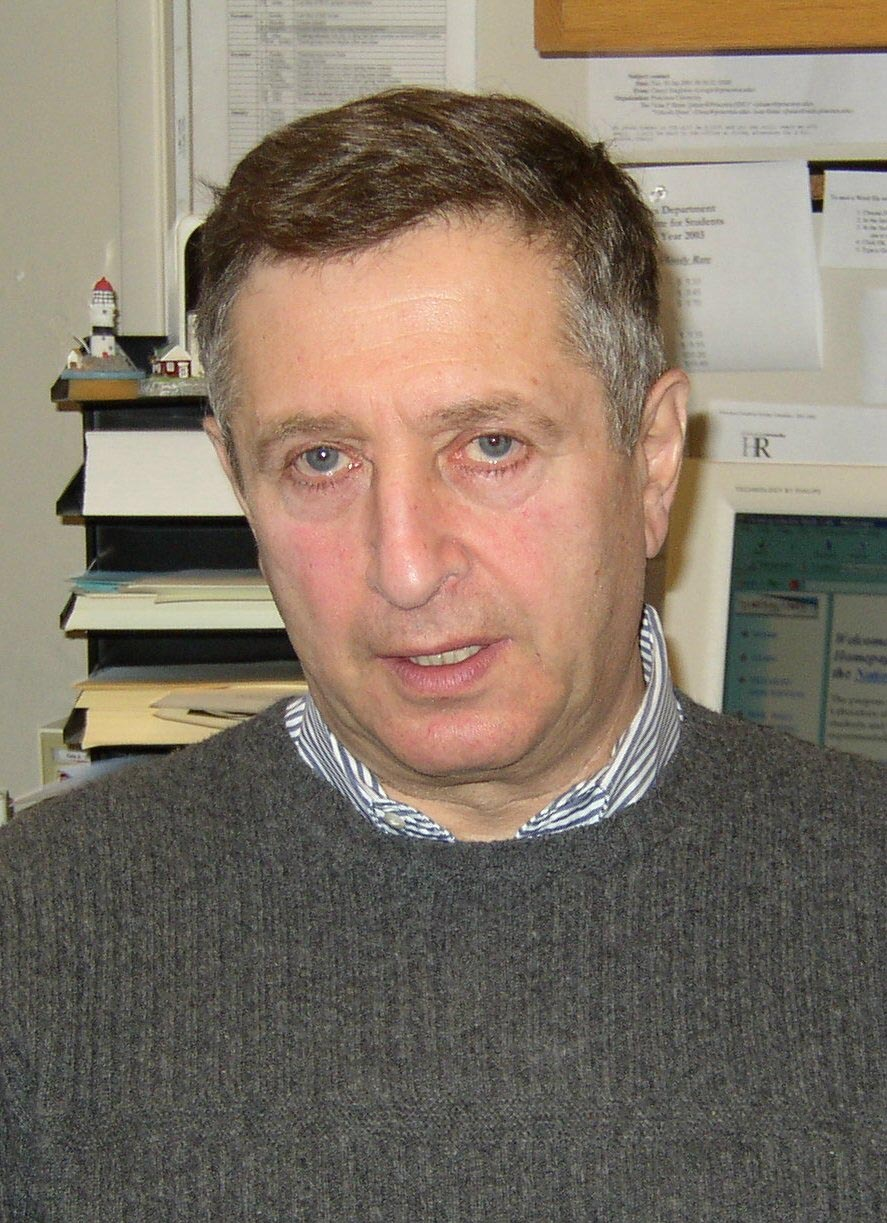
Я. Г. Синай в 2007 году

- Премия Московского математического общества (1960)
- Медаль Больцмана (1986)
- Премия имени А. А. Маркова АН СССР (1989)
- Мемориальная лекция Соломона Лефшеца (1989)
- Премия Дэнни Хайнемана в области математической физики (1990)
- Медаль Дирака (1992)
- Премия Вольфа по математике (1996/1997)
- Лекция Ю. Мозера (2001)[13]
- Премия Неммерса по математике (2002)
- Медаль Колмогорова (2007)
- Премия Пуанкаре (2009)
- Международная премия имени Добрушина (2009)[14]
- Премия Стила (2013)[15]
- Премия Абеля (2014)
- Премия Марселя Гроссмана (2015)

## Основные публикации
- Синай Я. Г. Введение в эргодическую теорию. — Ереван: Изд-во Ереванского университета, 1973. — 132 с.
- Синай Я. Г. Теория фазовых переходов: строгие результаты. — М.: Наука, 1980.
- Корнфельд И. П., Синай Я. Г., Фомин С. В. Эргодическая теория. — М.: Наука, 1980.
- Синай Я. Г. Курс теории вероятностей. Ч. 1. — М.: Изд-во МГУ, 1985; Ч. 2. — М.: Изд-во МГУ, 1986.
- Синай Я. Г. Современные проблемы эргодической теории. — М.: Физматлит, 1995.
- Синай Я. Г. Введение в эргодическую теорию. — 2-е изд., испр. и доп. — М.: ФАЗИС, 1996. — XII + 132 с.: ил. — (Библиотека студента-математика; Вып.1). — ISBN 5-7036-0022-7. (Книгу «Современные проблемы эргодической теории» (М.: Физматлит, 1995) можно рассматривать в известной степени как продолжение данной книги.)
- Yakov Sinai. Russian Mathematicians in the 20th Century. — World Scientific, 2003. — 700 с.
- Yakov G. Sinai. Selecta. Volume I: Ergodic Theory and Dynamical Systems, Springer, 2010.
- Yakov G. Sinai. Selecta. Volume II: Probability Theory, Statistical Mechanics, Mathematics Physics and Mathematical Fluid Dynamics, Springer, 2010.

Редактор изданий:
- Многокомпонентные случайные системы / ИППИ АН СССР; отв. ред. Р. Л. Добрушин, Я. Г. Синай. — М.: Наука, 1978. — 324 с.
- Странные аттракторы: сборник статей / пер. с англ. под ред. Я. Г. Синая, Л. П. Шильникова. — М.: Мир, 1981. — 253 с.
- Зайлер Э. Калибровочные теории: связи с конструктивной квантовой теорией поля и статистической механикой / пер. с англ. В. В. Аншелевича, Е. И. Динабурга; Под ред. Я. Г. Синая. — М.: Мир, 1985. — 222 с.
- Нейман Дж. фон. Избранные труды по функциональному анализу. В 2 т. / Под ред. А. М. Вершика, А. Н. Колмогорова и Я. Г. Синая. — М.: Наука, 1987.
- Фракталы в физике: Труды VI международного симпозиума / Пер. с англ. под ред. Я. Г. Синая и И. М. Халатникова. — М.: Мир, 1988. — 670 с.
- Математические события XX века: Сб. статей / Ред. Ю. С. Осипов, А. А. Болибрух, Я. Г. Синай. — М.: Фазис, 2003, — 548 с.